# Helius infirmus
Helius infirmus är en tvåvingeart som beskrevs av Alexander 1932. Helius infirmus ingår i släktet Helius och familjen småharkrankar. Inga underarter finns listade i Catalogue of Life.